# Marquesado de Salinas
El marquesado de Salinas es un título nobiliario español creado el 14 de marzo de 1711 por el rey Felipe V, para José Antonio de Echarri y Javier.
El título fue concedido el 14 de febrero de 1711 con el vizcondado previo de Salinas a José Antonio de Echarri, quien falleció antes de que se expidiera el real despacho el 13 de abril de 1723 a su hija.

## Dato importante
Este título de marquesado de Salinas es independiente y por tanto diferente al marquesado de las Salinas', (con el vizcondado previo de Tagle), creado en 1733 para Juan Manuel Pérez de Tagle y Gómez de la Sierra, vecino de México , y que el séptimo poseedor fue  Leopoldo O'Donell y Lara, VI duque de Tetuán.
Así mismo es independiente y también diferente al marquesado de Salinas del Río Pisuerga', creado el 18 de julio de 1609, para  Luis de Velasco y Castilla, y que el actual poseedor es Fernando Finat y de Bustos.
Aunque legalmente son tres títulos independientes y sin ninguna relación entre sí, la coincidencia en el parecido de las tres denominaciones, aunque realmente sean diferentes, se ha prestado a errores en muchas publicaciones.
Es muy corriente aplicar el calificativo de «marqués de Salinas», a los que han sido y son marqueses de Salinas del Río Pisuerga. Esto ha sido debido a que durante más de cien años solo existió el marquesado de Salinas del Río Pisuerga, por lo que se abreviaba a «marqués de Salinas» y en aquellos momentos no había posibilidad de error, al no haber ningún otro título con nombre parecido.

## Marqueses de Salinas
|                                 | Titular                                                  | Periodo               |
| Creación por Felipe V           | Creación por Felipe V                                    | Creación por Felipe V |
| ------------------------------- | -------------------------------------------------------- | --------------------- |
| I                               | José Antonio de Echarri y Javier                         | 1711-1713             |
| II                              | Mauricia Rosa Francisca de Echarri Javier y Soto         | 1723-                 |
| III                             | Manuel Antonio Ubaldo Fernández de Paredes y Echarri     | 1725 - 1802           |
| "IV"                            | "Tomás Fernández de Paredes y Géldres de Molleda"        | - 1802                |
| V                               | Manuel Antonio Fernández de Paredes y Géldres de Molleda | 1806 -                |
| VI                              | José Norberto Fernández de Paredes y Gélderes de Molleda | 1750 - 1813           |
| VII                             | Francisco Javier Fernández de Paredes y Noriega          | 1784 - 1839           |
| Rehabilitación por Alfonso XIII |                                                          |                       |
| VIII                            | María del Patrocinio de Muguiro y Finat                  | 1920-1946             |
| IX                              | María del Patrocinio Frigola y Muguiro                   |                       |
| X                               | María Magdalena de Muguiro y Frigola                     | 1950-1998             |
| XI                              | Íñigo de Loyola Muñoz e Ibarra                           | 1998-actual titular   |

## Historia de los marqueses de Salinas
- I Marqués: José Antonio de Echarri y Javier (Puente la Reina, 1677-Madrid, 1713), gobernador y capitán general de Buenos Aires y gentilhombre de cámara del rey. Murió antes de otorgarse (en 1723) la Real Carta.

1. Casó en 1707 con María Catalina de Sojo y Olavarrieta. Le sucedió su hija:

- II marquesa : Mauricia Rosa Francisca de Echarri y Sojo (Piura, (1707-) .

1. Casó en 1720 con Francisco Fernández de Paredes y Clerque, secretario mayor de la Gobernación del Perú.

- III marqués: Manuel Antonio Ubaldo Fernández de Paredes y Echarri (Lima, 1725-1802), escribano mayor de la Gobernación del Perú y teniente coronel de los Reales Ejércitos.

1. Casó en 1745 con Evarista Géldres y Molleda. Le sucedió su hijo:

- "IV" marqués:Tomás Fernández de Paredes y Géldres de Molleda. Falleció en 1802, el mismo año que su padre de quien había heredado los derechos al marquesado. No llegó a obtener la Real Carta. Le sucedió su hermano:

- V marqués: Manuel Antonio Fernández de Paredes y Géldres de Molleda (La Plata, 1750-?). Le sucedió su hermano:

- VI marqués: José Norberto Fernández de Paredes y Géldres de  Molleda (Lima, 1750-1813)

1. Casó en 1782 con Manuela de Noriega Domínguez y Murga. Le sucedió su hijo:

- VII marqués: Francisco Javier Fernández de Paredes y Noriega (Lima, 1785-Piura, 1839).

1. Casó con María Gertrudis de la Cruz Carrasco y Carrión.

Los derechos al marquesado fueron heredados por su hija Jacinta Fernández de Paredes Cruz Carrasco, señora del Mayorazgo de Sojo y condesa consorte de Las Lagunas.

Rehabilitado en 1920
- VIII marquesa: María del Patrocinio de Muguiro y Finat (Madrid, 1853-1932).

1. Casó con Carlos Frígola Palavicino, I barón del Castillo de Chirel.[2] Le sucedió su hija:

- IX marquesa: María del Patrocinio Frígola y Muguiro, II baronesa del Castillo de Chirel. Le sucedió, de su hermana María Magdalena Frigola y Muguiro, la hija de ésta, por tanto su sobrina:

- X marquesa: María Magdalena de Muguiro y Frígola (Madrid, 1903-1998)

1. Casó Julián Muñoz y Rodríguez de Aguilar (Medalla al Mérito Naval, Medalla de Isabel La Católica, Medalla de Carlos III). Le sucedió, de su hijo Íñigo Muñoz y Muguiro, el hijo de este, por tanto su nieto :

- XI marqués, Íñigo de Loyola Muñoz e Ibarra. Actual Marqués de Salinas, desde 1998.